# Lista de prêmios e indicações recebidos por Seventeen
Essa é uma lista de prêmios e indicações recebidas pelo grupo sul-coreano, Seventeen, que foi formado em 2015 pela Pledis Entertainment.

## Coreano

### Asia Artist Awards
| Ano  | Categoria                              | Recipiente | Resultado |
| ---- | -------------------------------------- | ---------- | --- |
| 2016 | Most Popular Artists (Cantor) – Top 50 | Seventeen  | style="background: #DDFBFF; color: black; vertical-align: middle; text-align: center; " class="included table-included"\|7th |
| 2016 | Best Star Award                        | Seventeen  | Venceu |
| 2017 | Popularity Award                       | Seventeen  | Indicado |
| 2017 | Best Artist Award                      | Seventeen  | Venceu |
| 2018 | Artist of the Year – Music             | Seventeen  | Venceu |
| 2018 | Best Artist Award – Music              | Seventeen  | Venceu |

### Gaon Chart Music Awards
| Ano  | Categoria                       | Recipiente      | Resultado |
| ---- | ------------------------------- | --------------- | --------- |
| 2016 | New Artist of the Year          | Seventeen       | Indicado  |
| 2016 | World Rookie Award              | Seventeen       | Venceu    |
| 2017 | Hot Performance Artist          | Seventeen       | Venceu    |
| 2017 | Album of the Year – 4th Quarter | Going Seventeen | Indicado  |
| 2018 | Album of the Year – 2nd Quarter | Al1             | Venceu    |
| 2018 | Album of the Year – 4th Quarter | Teen, Age       | Indicado  |

### Golden Disc Awards
| Ano  | Categoria                 | Recipiente    | Resultado |
| ---- | ------------------------- | ------------- | --------- |
| 2016 | Disk Bonsang              | Boys Be       | Indicado  |
| 2016 | Best New Artist           | Seventeen     | Venceu    |
| 2016 | Popularity Award (Coréia) | Seventeen     | Indicado  |
| 2016 | Global Popularity Award   | Seventeen     | Indicado  |
| 2017 | Disk Daesang              | Love & Letter | Indicado  |
| 2017 | Disk Bonsang              | Love & Letter | Venceu    |
| 2017 | Popularity Award          | Seventeen     | Indicado  |
| 2018 | Disk Daesang              | Teen, Age     | Indicado  |
| 2018 | Disk Bonsang              | Teen, Age     | Venceu    |
| 2018 | Global Popularity Award   | Seventeen     | Indicado  |

### Korea Popular Music Awards
| Ano  | Categoria              | Recipiente | Resultado |
| ---- | ---------------------- | ---------- | --------- |
| 2018 | Best Digital Song      | "Oh My!"   | Indicado  |
| 2018 | Best Group Dance Track | "Oh My!"   | Indicado  |
| 2018 | Best Artist            | Seventeen  | Indicado  |
| 2018 | Popularity Award       | Seventeen  | Indicado  |

### MBC Plus X Genie Music Awards
| Ano  | Categoria                    | Recipiente | Resultado |
| ---- | ---------------------------- | ---------- | --------- |
| 2018 | Artist of the Year           | Seventeen  | Indicado  |
| 2018 | Male Group Award             | Seventeen  | Indicado  |
| 2018 | Genie Music Popularity Award | Seventeen  | Indicado  |
| 2018 | Song of the Year             | "Oh My!"   | Indicado  |
| 2018 | Dance Track (Masculino)      | "Oh My!"   | Indicado  |

### Mnet Asian Music Awards
| Ano  | Categoria                                | Recipiente         | Resultado |
| ---- | ---------------------------------------- | ------------------ | --------- |
| 2015 | Best New Male Artist                     | Seventeen          | Indicado  |
| 2015 | BC - Artist of the Year                  | Seventeen          | Indicado  |
| 2016 | Album of the Year                        | Love & Letter      | Indicado  |
| 2016 | Best Asian Style                         | Seventeen          | Indicado  |
| 2016 | Best World Performer                     | Seventeen          | Venceu    |
| 2016 | Song of the Year                         | "Pretty U"         | Indicado  |
| 2016 | Best Dance Performance – Grupo Masculino | "Pretty U"         | Indicado  |
| 2017 | Worldwide Favorite Artist                | Seventeen          | Venceu    |
| 2017 | Qoo10 2017 Favorite KPOP Star            | Seventeen          | Indicado  |
| 2017 | Best Male Group                          | Seventeen          | Indicado  |
| 2017 | Best Music Video                         | "Don’t Wanna Cry"  | Indicado  |
| 2017 | Best Dance Performance – Male Group      | "Don’t Wanna Cry"  | Venceu    |
| 2017 | Qoo10 Song of the Year                   | "Don’t Wanna Cry"  | Indicado  |
| 2017 | Qoo10 Artist of the Year                 | Seventeen          | Indicado  |
| 2017 | Qoo10 Album of the Year                  | Al1                | Indicado  |
| 2018 | Best Male Group                          | Seventeen          | Indicado  |
| 2018 | Artist of the Year                       | Seventeen          | Indicado  |
| 2018 | Worldwide Icon of the Year               | Seventeen          | Indicado  |
| 2018 | Global Top 10 Fan's Choice               | Seventeen          | Venceu    |
| 2018 | Best Dance Performance – Male Group      | "Oh My!"           | Venceu    |
| 2018 | Mwave Global Fans' Choice                | "Oh My!"           | Indicado  |
| 2018 | Song of the Year                         | "Oh My!"           | Indicado  |
| 2018 | Song of the Year                         | "Just Do It" (BSS) | Indicado  |
| 2018 | Best OST                                 | "A-Teen"           | Venceu    |
| 2018 | Best Unit Group                          | BSS                | Indicado  |

### Melon Music Awards
| Ano  | Categoria               | Recipiente                                  | Resultado |
| ---- | ----------------------- | ------------------------------------------- | --------- |
| 2015 | Best New Male Artist    | Seventeen                                   | Indicado  |
| 2016 | Best Dance - Male       | Pretty U                                    | Indicado  |
| 2016 | MBC Music Star Award    | Seventeen                                   | Venceu    |
| 2017 | Top 10 Artists          | Seventeen                                   | Indicado  |
| 2017 | Stage of the Year       | 2017 SEVENTEEN 1st World Tour: Diamond Edge | Indicado  |
| 2017 | Hot Trend Award         | Woozi (Downpour)                            | Indicado  |
| 2018 | Top 10 Artists          | Seventeen                                   | Indicado  |
| 2018 | Best Dance Track - Male | Thanks                                      | Indicado  |

### Seoul Music Awards
| Ano  | Categoria            | Recipiente | Resultado |
| ---- | -------------------- | ---------- | --------- |
| 2016 | New Artist Award     | Seventeen  | Venceu    |
| 2016 | Bonsang Award        | Seventeen  | Indicado  |
| 2016 | Popularity Award     | Seventeen  | Indicado  |
| 2016 | Hallyu Special Award | Seventeen  | Indicado  |
| 2017 | Daesang Award        | Seventeen  | Indicado  |
| 2017 | Bonsang Award        | Seventeen  | Venceu    |
| 2017 | Popularity Award     | Seventeen  | Indicado  |
| 2017 | Hallyu Special Award | Seventeen  | Indicado  |
| 2018 | Daesang Award        | Seventeen  | Indicado  |
| 2018 | Bonsang Award        | Seventeen  | Venceu    |
| 2018 | Popularity Award     | Seventeen  | Indicado  |
| 2018 | Hallyu Special Award | Seventeen  | Indicado  |

### Soribada Best K-Music Award
| Ano  | Categoria               | Recipiente | Resultado |
| ---- | ----------------------- | ---------- | --------- |
| 2018 | Bonsang Award           | Seventeen  | Indicado  |
| 2018 | Popularity Award (Male) | Seventeen  | Indicado  |
| 2018 | Global Fandom Award     | Seventeen  | Indicado  |

## International

### MTV Europe Music Awards
| Ano  | Categoria       | Recipiente | Resultado |
| ---- | --------------- | ---------- | --------- |
| 2017 | Best Korean Act | Seventeen  | Indicado  |

### Teen Choice Awards
| Ano  | Categoria                   | Recipiente | Resultado |
| ---- | --------------------------- | ---------- | --------- |
| 2017 | Choice International Artist | Seventeen  | Indicado  |

## Outros prêmios
| Ano  | Prêmio                     | Categoria               | Trabalho nomeado | Resultado |
| ---- | -------------------------- | ----------------------- | ---------------- | --------- |
| 2015 | SBS PopAsia Awards         | Best Rookie Group       | Seventeen        | Venceu    |
| 2015 | Hello Asia K-Pop Awards    | Best Newcomer           | Seventeen        | Venceu    |
| 2015 | MBC Show Champion Awards   | Most Appearances        | Seventeen        | Venceu    |
| 2015 | 11th Soompi Awards         | Rookie Of The Year      | Seventeen        | Venceu    |
| 2015 | 7th Philippine Kpop Awards | Rookie Award            | Seventeen        | Venceu    |
| 2015 | KMC Radio Awards           | Rookie Of The Year      | Seventeen        | Indicado  |
| 2015 | KMC Radio Awards           | Best Choreography       | "Mansae"         | Indicado  |
| 2016 | Asia Model Festival Awards | Popular Singer Award    | Seventeen        | Venceu    |
| 2017 | Korea Cable TV Awards      | Performance Award       | Seventeen        | Venceu    |
| 2017 | V Live Awards              | Global Artist Top 10    | Seventeen        | Venceu    |
| 2017 | CJ E&M America Awards      | Best Kcon Special Stage | Seventeen        | Venceu    |
| 2018 | V Live Awards              | Global Artist Top 10    | Seventeen        | Venceu    |

## Prêmios em programas musicais

### The Show
| Ano  | Data        | Canção            |
| ---- | ----------- | ----------------- |
| 2017 | 30 de Maio  | "Don't Wanna Cry" |
| 2017 | 13 de Junho | "Don't Wanna Cry" |

### Show Champion
| Ano  | Data            | Canção            |
| ---- | --------------- | ----------------- |
| 2016 | 4 de Maio       | "Pretty U"        |
| 2016 | 11 de Maio      | "Pretty U"        |
| 2016 | 21 de Dezembro  | "Boom Boom"       |
| 2017 | 7 de Junho      | "Don't Wanna Cry" |
| 2017 | 14 de Junho     | "Don't Wanna Cry" |
| 2017 | 15 de Novembro  | "Clap"            |
| 2018 | 14 de Fevereiro | "Thanks"          |
| 2018 | 25 de Julho     | "Oh My!"          |

### M Countdown
| Ano  | Data           | Canção            |
| ---- | -------------- | ----------------- |
| 2016 | 15 de Dezembro | "Boom Boom"       |
| 2017 | 15 de Junho    | "Don't Wanna Cry" |
| 2018 | 26 de julho    | "Oh My!"          |

### Music Bank
| Ano  | Data            | Canção            |
| ---- | --------------- | ----------------- |
| 2016 | 16 de Dezembro  | "Boom Boom"       |
| 2017 | 2 de Junho      | "Don't Wanna Cry" |
| 2017 | 17 de Novembro  | "Clap"            |
| 2018 | 16 de Fevereiro | "Thanks"          |
| 2018 | 27 de Julho     | "Oh My!"          |

## Liçações externas
- «Seventeen» (em coreano). Página oficial